# Letis occidua
Letis occidua là một loài bướm đêm trong họ Erebidae.